# Sjöröveri i Malackasundet

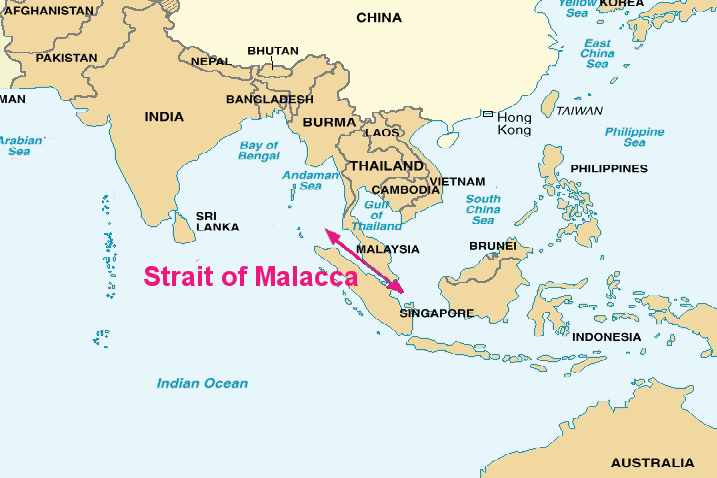
Malackasundet.

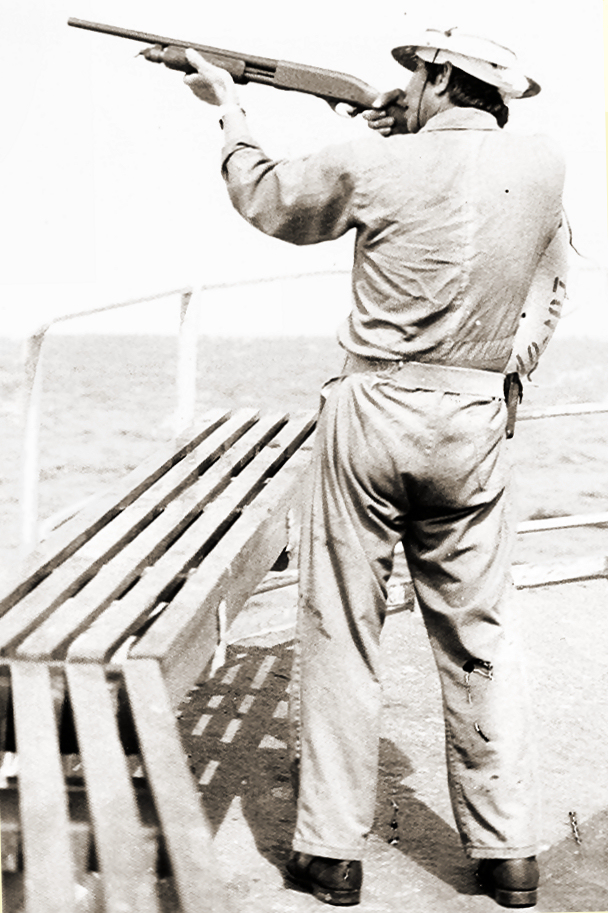
Amerikansk handelssjöman siktar under träning för strid mot pirater i Malackasundet, 1984.

Sjöröveri i Malackasundet har historiskt sett varit ett olöst hot mot fartygsägare och besättningar som seglar på den 900 kilometer långa sjövägen. På senare år har koordinerade patruller av Indonesien, Malaysia och Singapore tillsammans med ökad säkerhet på fartyg satt igång en dramatisk nedgång av sjöröveri enligt International Maritime Bureau (IMB).
Malackasundets geografi gör regionen väldigt mottagligt för sjöröveri. Det var, och är fortfarande, en viktig passage mellan Indien och Kina och användes kraftigt för kommersiell handel. Under modern tid, är sundet beläget på rutten mellan Europa, Suezkanalen, och de olje-exporterande staterna vid Persiska viken, och hamnarna i Östasien. Sundet är smalt, innehåller tusentals öar och är utloppet för många floder, vilket gör det till en idealisk plats för pirater att gömma sig och undvika tillfångatagande.

## Historik
Historisk blev sjöröveriet med tiden även ett viktigt politiskt verktyg. Vissa härskare förlitade sig ibland på områdets pirater för att utöka sin kontroll. Ett exempel var Palembangs 1300-talsprinsen Parameswara. Lojalteten hos pirater från folkslaget Orang Laut ansågs ha hjälpt Parameswara i sina expansionsförsök gentemot grannhärskarna, och även vid bildandet av Sultanatet Malacka.  Mellan 1400- och 1800-talen spelade dessa vatten en viktig roll i den politiska maktkampen i Sydostasien. Förutom lokala härskare fanns också kolonialmakter som de portugisiska, nederländska och brittiska. Nerteckandet av utländsk närvaro, framför allt i Sydkinesiska havet och Malackasundet, har senare hittats vid skeppsvrak som förlist genom stormar, piraters överfall sjöslag och dålig hantering av fartygen.
Under 1700- och 1800-talen ökade sjöröveriet i Malackasundet då alltfler europeiska kolonisatörer anlände. En viktig del var att försöka få inflytande över kryddhandeln. Charles Corn, författare till The Scents of Eden: A Narrative of the Spice Trade, menade:
| ” | Kryddor drev världsekonomierna på den tiden, precis som oljan gör i dag. | „ |

Ökad kommersiell trafik genom Malackasundet, och dåliga ekonomiska förhållanden lockade många ur lokalbefolkningen att bli pirater. Sjöröveriet användes ibland även som politiskt motstånd till kolonianismen.
Under 1830-talet enades kolonialmakterna i området, som Storbritannien och Nederländerna, att stoppa det ökande sjöröveriet. De drev den brittisk-nederländska avgränsningen längs med sundet och enades om att bekämpa sjöröveriet på var sin sida om avgränsningen, som senare kom att bli gränsen mellan Malaysia och Indonesien. Ökat patrullerande och starkare teknik till sjöss hos européerna, samt förbättrad politisk stabilitet och ekonomiska förhållanden i området, hjälpte européerna att starkt ha bromsat sjöröveriet i området runt 1870-talet.

## Modernt sjöröveri

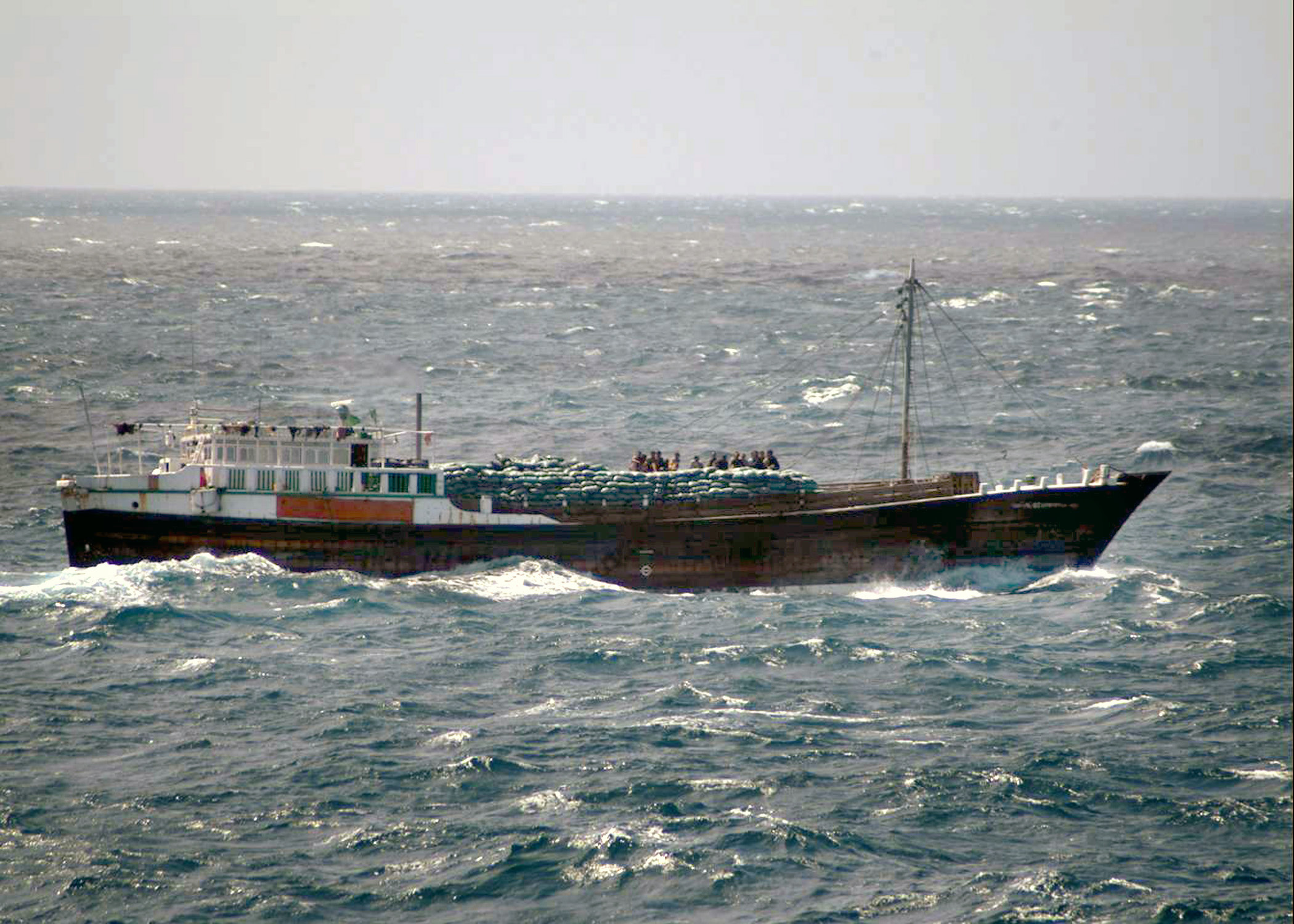
Misstänkta pirater samlade på däck på en dhow vid vatten utanför västra Malaysia, januari 2006.

International Maritime Bureau (IMB) rapporterade att piratattackerna under 2006 föll för tredje året i rad. Attackerna mot skepp till havs sjönk under 2006 till 239 fartyg, mot 276 under 2005. Samma trend syntes även i Malackasundet, där attackerna minskade från 79 under 2005 till 50 under 2006. 2004 stod regionen för 40% av världens sjöröveri. IMB meddelade i oktober 2007 att Indonesien fortsatte vara världens mest drabbade region vad gälldepirater, med 37 angrepp sedan januari 2007, dock en förbättring jämfört med samma niomånadersperiod 2006.
11 september-attackerna i USA 2001 ökade också hotet från terrorism-relaterat sjöröveri. Amerikanska sjöfartsmyndigheten United States Maritime Administrations experter menade dock att terrorism skall skiljas från sjöröveri och sjöröveri i sin tur från gäng på land som rånar skepp i hamnarna. Andra menade att det finns inte bara ett problem med våld till sjöss, utan flera. Samtidigt menades att olika slags våld kräver olika slags försvar.
Teknik används också. Till exempel menade IMB:s årsrapport 2006 att sedan juli 2004 måste fartyg med minst 500 brutto eller mer ha säkerhetslarm ombord. Federation of Asean Shipowners lanserade ett databassystem för att ge uppdaterat information om plats, attacker utfall. Systemet, Information Sharing Centre (ISC), är en del av en pakt bestående av 14 stater som samarbetar mot pirater. Singapores transportministeriums permanenta sekreterare menar:
| ” | Sjöröveriet är ett transnationellt problem och detta är första gången en internationell organization bildats enbart för att hindra problemet med sjöröveri Asien. | „ |

## Framstående pirater i området
- Liang Dao Ming (梁道明), 1300-talet

### Fotnoter
1. ↑  "Watchdog hails improved security in Malacca Strait; Increased patrols and other measures have cut number of pirate attacks", The Straits Times, 23 januari 2007.
2. ↑  "Shipwrecks as historical treasure trove", The New Straits Times, 6 juli 2003.
3. ↑  "A Taste for Adventure; Even the Most Familiar Jar in the Spice Rack Holds a History Of Piracy, Shipwreck and Nation-Building", Chicago Tribune, 18 april 2001.
4. ↑  Piracy down 3rd year in row: IMB report", Journal of Commerce Online; January 23, 2007.
5. ↑  ”Pirate attacks up 14 percent worldwide in Jan-Sept period, maritime watchdog says”. Associated Press (Intl Herald Tribune). 16 oktober 2007. http://www.iht.com/bin/printfriendly.php?id=7907480. Läst 7 november 2008.
6. ↑  "The MARAD View of Maritime Piracy", presented at Piracy at Sea: The Modern Challenge. Marine Policy and Ocean Management Workshop; Woods Hole, Massachusetts. 24 april 1985.
7. ↑  "Shipowners want better info on regional piracy" Arkiverad 16 juli 2011 hämtat från the Wayback Machine., The Business Times Singapore, via shipping-exchange.com, 12 januari 2006.  Retrieved 29 januari 2007.
8. ↑  "14-nation network's anti-piracy coordination centre opens here; $2.2m info-sharing centre starting next week will help joint effort to fight sea piracy" Arkiverad 11 oktober 2007 hämtat från the Wayback Machine., The Straits Times, via Singapore Ministry of Foreign Affairs, 23 november 2006.  Läst 29 november 2007.